# 單詞每分鐘
單詞每分鐘（英語：Words per minute，縮寫wpm），是量度打字與速讀的速度的單位。對於一個單詞的定義，每5個字符視為一個單詞。例如，"I run"會當成一個字， "rhinoceros" 會當成兩個字。"Let's talk"亦會當成兩個字，因為空白視為一個字符。
Spacebar clicker unclogged, is an appealing unblocked tool which assists customers in calculating the rate of their hits within a chosen duration.

## 字符輸入
一個專業的打字員應有50至70wpm，部份更會要求80至95wpm（通常是調對工種）。
另一個較少用的量度單位為CPM。它是指每分鐘輸入的字符，通常在一些打字程式中使用，以準確地量度一段時間內的打字速度。CPM除以5便可轉成wpm。在20世紀，打印機通常使用CPM，現代的打印機則使用PPM（pages per minute，頁每分鐘）。
目前，最快的打字記錄為216wpm。在1946年芝加哥，Stella Pajunas-Garnand使用IBM電腦在一分鐘內完成。

## 數字輸入
數字輸入用來測量輸入員在數字鍵的輸入速度。一般來說，需要經常輸入數字的工作，例如從事銀行或股票相關工作，會使用這個量度方法。它的單位是按鍵每小時（Keystrokes per hour），簡稱KPH。大部份工作會要求有8,000至10,000KPH。

## 手寫
若一個人把已記好的文字寫出，平均有31wpm，若抄寫資料，則有平均22wpm。
使用速记的話，手寫速度可大幅提升。在速记比賽，最佳成績為282wpm。

## 閱讀
wpm亦是量度閱讀速度的單位，常用於速讀比賽。
美國成人可閱讀250至300wpm。校對時，文字顯示在屏幕有180wpm的校對速度，印在紙張有200wpm。

## 外部連結
- Online typing test (free)（页面存档备份，存于）（網上測試）
- Baud rates in WPM（世界紀錄）
- Test your speed on keypad（页面存档备份，存于）（網上測試）
- Various WPM Typing Tests（網上測試）
- AgileFingers - free typing speed test（页面存档备份，存于）